# Râul Ducinoiu
Râul Ducinoiu este un curs de apă, afluent al râului Ducin. 